# Club ESPE
ESPE es un club deportivo de Ecuador con sede en la ciudad de Quito. Sus fundadores fueron los militares ecuatorianos coronel Wilson Torres Z, mayor Hugo Rubén Navia, capitán Carlos Miño Razo y subteniente Fernando Solano de la Sala, en 1997 la rama de baloncesto del club se incorporó a la Liga Nacional de Baloncesto, en la que permaneció hasta 2010, disputando un total de 14 temporadas en la máxima categoría del baloncesto nacional ecuatoriano. 
En la Liga Nacional de Baloncesto, Espe se consagró campeón en cuatro ocasiones, siendo, el club con más títulos nacionales, a nivel del baloncesto ecuatoriano. Fue, además, el segundo club en adjudicarse el pentacampeonato de manera consecutiva. Hasta hace poco participaba localmente  en todos los torneos organizados por la Federación Ecuatoriana de Baloncesto y la Federación Deportiva de Pichincha e internacionalmente cuando calificaba a los torneos sudamericanos interclubes organizados por la FIBA.
En el 2011 la dirigencia de la ESPE acordó retirar al club de la competencia local y nacional del baloncesto ecuatoriano, y por ende no jugar en la nueva Liga Ecuatoriana de Baloncesto. Entre otros motivos, la directiva del club señaló que la decisión de no entrar se debía a una decisión de la Procuraduría General del Estado, no podrá competir en los diferentes torneos que se realizan en el país a nivel profesional y únicamente participará en torneos universitarios, con jugadores estudiantes de la Universidad.

## Palmarés

### Torneos nacionales
- Liga Nacional de Baloncesto (6): 2000, 2002, 2003, 2004, 2005, 2006.
- Subcampeón Liga Nacional de Baloncesto (3): 1999, 2008, 2010.

### Torneos locales
- Campeonato Provincial de Pichincha (5): 2001, 2002, 2003, 2004, 2005.
- Campeonato Apertura de Pichincha  (7): 2000, 2001, 2002, 2003, 2004, 2005, 2007.